# Colegiata de Santa María la Mayor (Salas)
La colegiata de Santa María la Mayor es un templo cristiano situado en la localidad de Salas, en el concejo asturiano del mismo nombre.

## Historia
El edificio principal fue fundado por la familia Valdés-Salas en la primera mitad del siglo XVI estando formado por una nave a la que en posteriores reformas se le añadieron capillas.
En el interior cabe destacar el ábside con su bóveda decorada y dos retablos. El retablo mayor es de la escuela de Valladolid del siglo XVII y representa diferentes escenas de la biblia como la adoración de los reyes magos, bautismo de Cristo y San Martín donando su capa.
El otro retablo está situado en la capilla de la familia Malleza, está fechado en también en el siglo XVII como el altar mayor. La factura arquitectónica es obra de Pedro Sánchez de Agrela y las esculturas son trabajo de Luis Fernández de la Vega.

## Mausoleo
El mausoleo es el elemento más importante que contiene la colegiata. Se trata del monumento funerario del político, religioso y fundador de la Universidad de Oviedo, Fernando de Valdés-Salas, obra de Pompeyo Leoni, escultor italiano renacentista que trabajó para Felipe II en el Escorial.
El mausoleo fue realizado en entre 1576 y 1582 en alabastro, estando formado por tres cuerpos:
- Inferior: Biografía y escudo de la familia Valdés.
- Cuerpo único: Situado sobre el inferior representa con esculturas la Caridad y la Esperanza  que flanquean al arzobispo que se muestra en actitud de oración.
- Cuerpo superior: Situado sobre el cuerpo único sobre un frontón se sitúa la Fe venciendo sobre la Herejía, a su izquierda la Prudencia y la Justicia y a su derecha la Templanza y la Fortaleza.

- Datos: Q5142766
- Multimedia: Colegiata de Santa María la Mayor, Salas / Q5142766